# Flirt

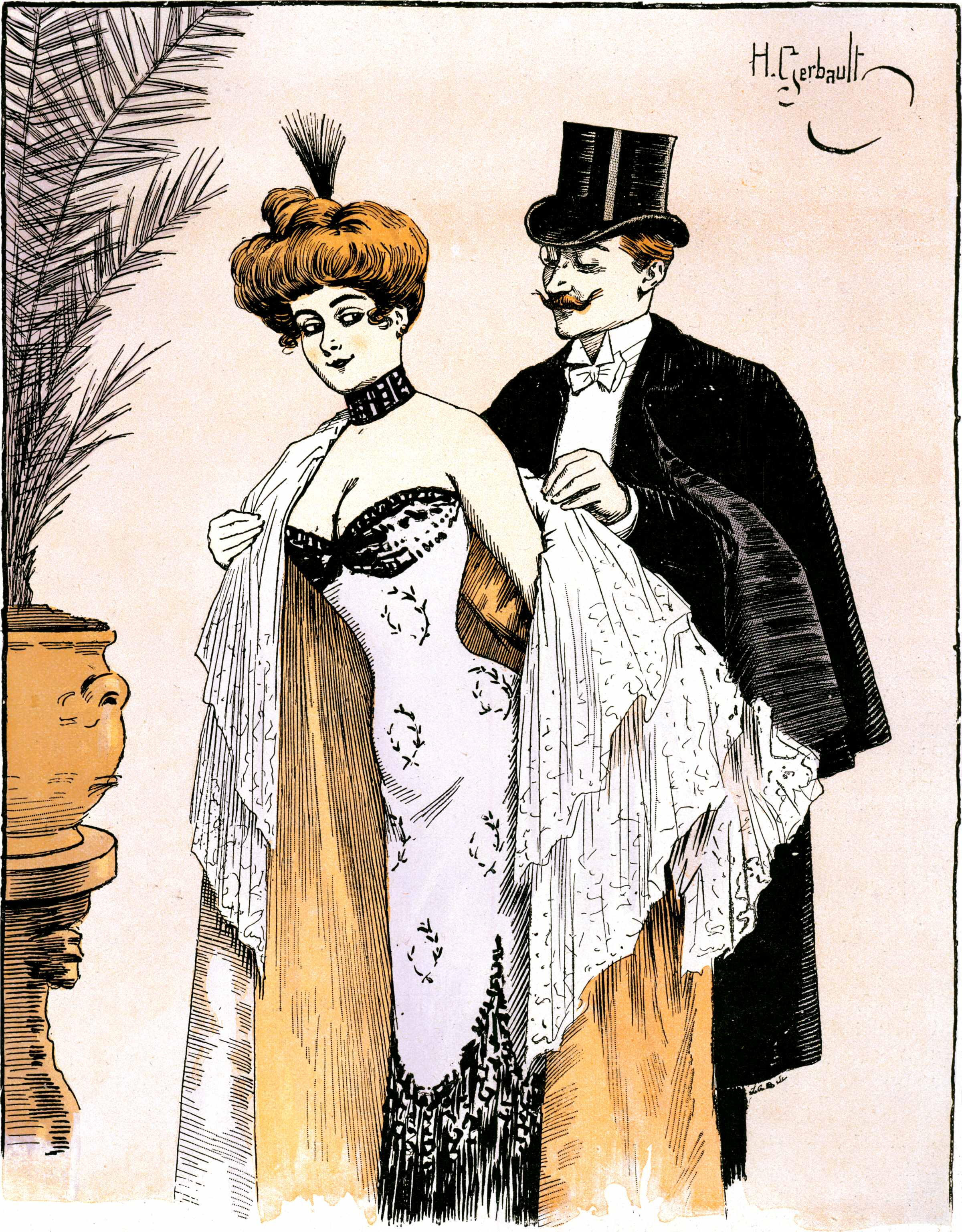
„Czy obraziłaby się Pani gdybym miał czelność pocałować to piękne ramię?”
„Dowie się pan bardzo szybko po tym, jak Pan to zrobi”

Flirt – zachowanie społeczne polegające zazwyczaj na prowadzeniu zalotnych rozmów i czynieniu kokieteryjnych gestów.
Słowo „flirt” pochodzi od starofrancuskiego conter fleurette, co znaczy „(próbować) kusić” przez upuszczanie płatków kwiatów. Ale conter fleurette pojawia w języku francuskim dopiero w XVII wieku, a słowo flirt w j. angielskim używano już od XVI wieku.